# Emboscada de El Turpial
La Emboscada de El Turpial fue un ataque perpetrado por la guerrilla liberal de los Llanos Orientales, el 12 de julio de 1952 contra una columna del Ejército Nacional de Colombia que se movilizaba por el sector de El Turpial, en el municipio de Puerto López, Meta, durante La Violencia. Tras el ataque, realizado por aproximadamente 150 guerrilleros, 96 soldados murieron. Ha sido la mayor pérdida en combate del Ejército Nacional de Colombia.

## Antecedentes
En junio de 1952, las cuadrillas guerrilleras de Guadalupe Salcedo habían atacado la población casanareña de Orocué. Pocos días después, una columna volante de 150 llaneros, el famoso Comando Riqueiro Perdomo, al mando de uno de los lugartenientes de Salcedo, el "Teniente" Alberto Hoyos, cruzó el río Meta e incursionó en su margen derecha, a unos 100 km de Puerto López. Transcurrieron varios días sin que las unidades guerrilleras hicieran contacto con las tropas del gobierno.

## Ataque
El 12 de julio de 1952, al mediodía, un convoy del Ejército Nacional que efectuaba un patrullaje de rutina sobre la margen derecha del río Meta, apareció en el sector comprendido entre Puerto López y el Manacacías.  La columna había partido a la madrugada de la finca Potosí, de propiedad del expresidente Alfonso López Pumarejo, ubicada unos kilómetros adelante del Alto de Menegua, que había sido tomada por el Ejército como campamento. El centenar de hombres, entre guías, oficiales y soldados, así como su bastimento de campaña, se movilizaba en unos 6 camiones.
En terrenos del lugar conocido como El Turpial el camino abandonaba los bancos de la sabana y se recostaba sobre el barranco del río. En ese sitio, ocultos en una mata de monte, un grupo de 150 subversivos esperaba el paso de la tropa y habían atravesado unos troncos sobre la carretera; aunque Eduardo Franco Isaza, exguerrillero liberal, sostiene que los guerrilleros improvisaron la emboscada a la vista del convoy, y no tuvieron tiempo de planificar el ataque. 
Sin embargo, lo cierto es que al menos los dos camiones que abrían la columna, fueron inutilizados en el primer instante de la emboscada y sus ocupantes muertos por los rebeldes, que se apoderaron de todos los pertrechos y armas. Según  Eduardo Franco Isaza, el resto de las tropas oficiales se concentró a distancia, alrededor de los 4 transportes que venían en retaguardia, resguardandose debajo de los automotores. Los insurgentes cubiertos por algunos tiradores y armas automáticas, avanzaron con la bayoneta calada sobre las improvisadas posiciones enemigas. Luego de una breve lucha cuerpo a cuerpo en la que cayó muerto de un tiro en la cara, el Teniente Alberto Hoyos, los subversivos destrozaron las formaciones gubernamentales, desalojando a los soldados de sus atrincheramientos. Estos en retirada trataron de refugiarse en una mata de monte. No obstante allí los esperaban ocultos otro grupo de guerrilleros: los fugitivos fueron sorprendidos por el fuego de los llaneros, que les dispararon a bocajarro. La columna fue copada y aniquilada.

## Consecuencias
El resultado para el Ejército fue desastroso: 2 oficiales, 12 suboficiales, 1 guía civil, y 82 soldados resultaron muertos, mientras que solo 4 uniformados salieron ilesos, 3 se cambiaron de bando, y 1 fue dejado libre e informó de lo sucedido. El Ejército masacró en retaliación a todos los sospechosos de colaborar con las guerrillas en Puerto López. Desde ese momento el Ejército se involucra en el papel de Contraguerrilla oficialmente contra los liberales. Ha sido el mayor golpe dado a las tropas del gobierno desde la guerra de los Mil Días, superando incluso las acciones de las FARC-EP en los años noventa. El Gobierno se veía amenazado por las guerrillas liberales de los Llanos orientales, por lo cual estas fueron objeto de un ofrecimiento  de paz por el General Gustavo Rojas Pinilla quien había tomado el poder en 1953 y se acogen a la amnistía en cabeza de su comandante Guadalupe Salcedo, quien posteriormente, sería asesinado por la Policía Nacional en hechos poco esclarecidos en la ciudad de Bogotá en 1957.